# Пхёнандо
Пхёнандо́ — одна из восьми провинций Кореи во время правления династии Чосон. Была расположена на северо-западе Корейского полуострова. Столицей был город Пхеньян.

## История
Пхёнандо была сформирована в 1413 году. Название происходит от первых букв главных городов провинции — Пхеньяна (кор. 평양?, 平壤?) и Анджу (安州).
В 1895 году провинция была заменена районами Канге (Канге-бу; 강계부, 江界府) на северо-востоке, Ыйджу (Ыйджу-бу; 의주부, 義州府) на северо-западе, и Пхеньян (Пхеньян-бу; 평양부, 平壤府) на юге.
В 1896 году районы Канге и Ыйджу были реорганизованы в провинцию Пхёнан-Пукто, а район Пхеньян был реорганизован в провинцию Пхёнан-Намдо. Обе провинции сейчас входят в состав КНДР.

## География
На востоке провинция граничила с Хамгёндо, на юге — с Хванхэдо, на западе омывалась Жёлтым морем, на севере граничила с Китаем.
Региональное название провинции — Квансо.